# Тотка Монова
Тотка Иванова Монова е българска културоложка, експерт по медии и журналистика.

## Биография
Тотка Монова е родена на 15 септември 1957 г. в София. През 1981 г. завършва Факултета по журналистика на Софийския университет „Св. Климент Охридски“.
През 1983 г. постъпва като асистент във Факултета по журналистика. Доктор по филология с дисертация на тема „Политическият дискурс в партийния печат (в-к „Дума“ и в-к „Демокрация“)“ (1998), доцент по теория и практика на текста (2000) и професор (2013) във Факултета по журналистика и масова комуникация на Софийския университет „Св. Климент Охридски“ и негов декан от 14 май 2003 г. до 2011 г. Хоноруван преподавател в Бургаския свободен университет.
Член е на Академическия съвет на Софийския университет (2003 – 2011).
Член е на Художествения съвет на Българското национално радио (2007 – 2009).
Член на Съюза на българските журналисти от 1988 г.
От 1978 до 1980 г. е редактор в редакция „Документални серийни филми“ (оглавявана от Младен Младенов) в Българската национална телевизия. Автор на текста на четири серии от документалната поредица „Неизвестните възможности“ с режисьор Младен Младенов.
От 1980 до 1983 г. е главен редактор в направление „Класическа музика, опера и балет“ в дирекция „Художествени програми“ в Националния дворец на културата в София, където, освен множество концерти и спектакли, организира съвместно с Паскал Кушовски първото в света изпълнение на Трета симфония на Микис Теодоракис, която лично той представя.
В периода 1980 – 1988 е автор на хонорар в културните отдели на вестниците „Народна младеж“ и „Пулс“ и в информационното седмично предаване „Музикален преглед“ на Българската национална телевизия и е пубикувала над 100 текста в областта на музиката и балета.
Колумнист на сп. „Български журналист“, където в периода 1990 – 1994 г. води рубриката „Преса“. Сътрудничи и на вестниците „Отечествен фронт“, „Експрес“, „Дебати“, „Континент“ и „Дневник“ (хартиена версия).
От 2000 г. е редактор и преводач в издателство „Парадокс“.
Автор е на книгите „Медиатекстът“ (1999) и „Думите, които разделят“ (2000), както и на над 70 публикации в областта на теорията на масовокомуникативния текст, медиакритиката и др.